# Игра «Раздача пива»
Игра «Разда́ча пи́ва» (также известная как «игра́ в пи́во») — образовательная игра, которая используется для решения типичных проблем координации процесса цепочки поставок. Представляет собой ролевую игру, в которой несколько участников играют друг с другом. Игра представляет собой цепочку поставок с нескоординированным процессом, в котором возникают проблемы из-за отсутствия обмена информацией.
В игре подчеркивается важность обмена информацией, управления цепочками поставок и сотрудничества на протяжении всего процесса дистрибуции. Из-за недостатка информации поставщики, производители, продавцы и покупатели часто имеют неполное представление о реальном конечном спросе.
Смысл игры заключается в том, что каждая группа не имеет полного контроля и может контролировать только свою часть цепочки поставок. При этом любая группа влияет на всю цепочку поставок, заказывая слишком много или слишком мало, что может привести к эффекту кнута. Следовательно, принятие решения одной группой также сильно зависит от решений других групп.
Пивная игра была изобретена Джеем Райтом Форрестером в MIT Sloan School of Management в 1960 году. Игра стала результатом его работы над системной динамикой.
В пивной игре участники разыгрывают четырёхуровневую цепочку поставок. Задача состоит в том, чтобы производить и доставлять единицы пива: фабрика производит, а остальные три уровня дистрибуции доставляют единицы пива до тех пор, пока они не попадут к конечному покупателю. Цель игры — удовлетворить спрос клиентов с минимальными затратами на невыполненные заказы и запасы.
Игра состоит из 24 раундов, и в каждом раунде игры необходимо выполнить следующие четыре шага:
1. Проверить поставки: сколько единиц пива доставляется игроку от оптовика.
2. Проверить заказы: сколько единиц заказал клиент.
3. Доставить пиво: доставить столько пива, сколько игрок может удовлетворить спрос (шаг выполняется автоматически).
4. Принятие решения о заказе: определение того, сколько единиц необходимо заказать для поддержания запасов.

Существует четыре уровня (этапа): производитель, дистрибьютор, поставщик, розничный продавец, с двухнедельным перерывом в передаче заказов по направлению вверх по цепочке и двухнедельной задержкой продукта в цепочке поставок по направлению вниз по цепочке. Существует стоимость в один балл за хранение избыточного запаса и стоимость в один балл за любой невыполненный заказ (старый невыполненный заказ + заказы — текущий запас).
В версии настольной игры игроки не могут видеть ничего, кроме того, что им сообщают другие на листах бумаги с написанными на них числами, обозначающими заказы или продукт. Продавец вытягивает из колоды карт то, что требует покупатель, а производитель размещает заказ, который, в свою очередь, через четыре недели становится продуктом.
Игроки контактируют друг с другом в своей цепочке поставок, пытаясь понять, где что-то идет не так. Выигрывает команда или цепочка поставок, достигшая наименьших общих затрат. В конце подведения итогов объясняется решения участников и анализируются реакции, основанные на этих решениях, которые в цепочках поставок создают эффект кнута.
Игра убедительно иллюстрирует последствия плохого понимания системы и плохой коммуникации даже для относительно простой и идеализированной цепочки поставок. Хотя игроки часто называют отсутствие достоверной информации о заказах клиентов основной причиной низкой эффективности своей команды в игре, анализ минимально возможного результата с использованием оптимальной стратегии в различных условиях показывает, что ожидаемое значение достоверной информации равно 0 для стандартной игры и симуляции, которые включали в себя предоставление игрокам полной информации, по-прежнему показывают плохую командную работу.
Цепочка поставок — это сеть между компанией и её поставщиками для производства и распространения определённого продукта до конечного покупателя. Эта сеть включает в себя различные виды деятельности, людей, объекты, информацию и ресурсы. Цепочка поставок также представляет собой шаги, которые необходимо предпринять, чтобы доставить продукт или услугу из исходного состояния покупателю. Цепочки поставок разрабатываются компаниями, чтобы они могли сократить свои расходы и оставаться конкурентоспособными в бизнес-ландшафте. Важно понимать, как правильно управлять цепочкой поставок. Управление цепочками поставок (SCM) — это управление потоком товаров и услуг, включающее все процессы, которые превращают сырье в конечные продукты. Это включает в себя активную оптимизацию деятельности бизнеса на стороне предложения, чтобы максимизировать ценность для клиентов и получить конкурентное преимущество на рынке. SCM представляет собой усилия поставщиков по разработке и внедрению максимально эффективных и экономичных цепочек поставок. Цепочки поставок охватывают все: от производства до разработки продуктов и информационных систем, необходимых для управления этими предприятиями.
Как правило, SCM пытается централизованно контролировать или связывать производство, отгрузку и распространение продукта. Управляя цепочкой поставок, компании могут сократить лишние расходы и быстрее доставить продукцию потребителю. Это достигается за счет более жесткого контроля внутренних запасов, внутреннего производства, распределения, продаж и запасов поставщиков компании. SCM основан на идее, что почти каждый продукт, который выходит на рынок, является результатом усилий различных организаций, составляющих цепочку поставок. Хотя цепочки поставок существуют уже давно, большинство компаний только недавно обратили на них внимание как на добавленную стоимость в своей работе.
Эффект кнута (или эффект хлыста или хлыста) — хорошо известный симптом проблем с координацией в традиционных цепочках поставок. Это относится к роли, которую играют суммы периодических заказов, когда кто-то движется вверх по цепочке поставок к концу производства. Даже когда спрос стабилен, небольшие колебания этого спроса на розничном конце, как правило, резко усиливаются вверх по цепочке поставок. В результате суммы заказов становятся очень неустойчивыми. Очень высокий на одной неделе, а затем ноль на следующей. Этот термин впервые был придуман примерно в 1990 году, когда компания Procter & Gamble обнаружила беспорядочные и расширенные схемы заказов в своей цепочке поставок детских подгузников. Как следствие эффекта кнута, во всей цепочке поставок возникает ряд неэффективностей:
- высокий (необоснованный) уровень запасов
- низкий уровень обслуживания клиентов
- плохое использование мощностей
- проблемы с прогнозированием спроса
- в конечном итоге высокая стоимость и низкий уровень межфирменного доверия

Хотя этот эффект не нов, он по-прежнему актуален и актуален в современных цепочках поставок. Как правило, причинами эффекта кнута являются:
- Пакетирование заказов: происходит, когда каждый участник цепочки заказывает больше, чем ему нужно, что приводит к искажению первоначального требуемого количества.
- Колебание цен: специальные скидки и изменения цен могут заставить покупателей воспользоваться преимуществами, что приведет к нерегулярному производству и искаженному спросу.
- Неправильное использование информации о спросе: Когда информация о спросе в прошлом для новых оценок не принимает во внимание колебания.
- Отсутствие связи: это может привести к ограничениям, когда процессы выполняются неэффективно, обычно это происходит, когда организации по-разному определяют спрос на продукт в разных звеньях цепочки поставок.
- Политика бесплатного возврата: клиенты могут завышать требования из-за нехватки товаров, если клиенты не могут вернуть товары, розничные продавцы будут продолжать преувеличивать свои потребности, отменяя заказы и вызывая избыток продукции или материалов.

### Традиционная настольная игра
Традиционная версия игры — это физическая настольная игра, в которой люди должны перемещать настоящие объекты. Жетоны в настольной игре представляют заказы и запасы процесса цепочки поставок. Главный недостаток заключается в том, что этот тип игры занимает гораздо больше времени, чем программная версия. Более того, играть в неё довольно сложно, так как людям нужны физические объекты, представляющие инвентарь на доске. Кроме того, уровни запасов на других этапах цепочки поставок прозрачны, и поэтому их довольно сложно оценить.

### Настольная версия
Эта версия пивной игры была представлена Клагенфуртским университетом. В игру можно играть с использованием бумажных полосок, на которых игроки должны писать числа сверху. Этот тип игры представляет собой более прагматичный подход к перемещению заказов и запасов в цепочке поставок. Кроме того, есть один человек с ролью бухгалтера, который следит за всем, что происходит.

#### Адаптированная версия
Адаптированная настольная версия представляет собой расширенную версию настольной версии, в которой бухгалтер исключен, чтобы сделать игру более простой. Для того, чтобы играть в эту игру, необходима электронная таблица и ноутбук на каждом столе. Ноутбуки используются в качестве игровых листов, что исключает риск неправильного расчета уровня запасов.

### Программная версия
Программная версия игры в пиво представляет собой онлайн-подход. Этот подход можно использовать либо как демонстрацию симуляции для одного игрока, либо как демонстрацию симуляции для нескольких игроков.